# Ульман, Трейси
Тре́йси У́льман (англ. Tracey Ullman; род. 30 декабря 1959[…], Слау, Англия) — британско-американская комедийная актриса, певица, танцовщица, сценарист и писательница.

## Биография
Трейси Ульман родилась в семье британской цыганки Дорин Кливер и польского солдата-католика, эвакуированного из Дюнкерка в 1940 году. Её дебютом стали роли в британских комедийных шоу A Kick Up the Eighties (с Риком Майаллом и Мириам Маргулис) и Three of a Kind (с Ленни Генри и Дэвидом Копперфильдом), а также участие в ситкоме Girls On Top, где она выступила в роли Кэндис Валентайн.
Ульман эмигрировала из Великобритании в США (в декабре 2006 года она получила гражданство США, но сохранила британское подданство), где создала собственное телевизионное шоу — «Шоу Трейси Ульман», транслировавшееся телекомпанией Fox в период с 1987 по 1990 годы. Позднее выступала в качестве продюсера нескольких программ на канале HBO. Особым успехом пользовался комедийный сериал «Трейси принимает вызов» (англ. Tracey Takes On...), за который Ульман получила множество престижных наград. С 2008 по 2010 годы Трейси Ульман участвовала в комедийном сериале Tracey Ullman’s State of the Union на канале Showtime.
27 декабря 1983 года Ульман вышла замуж за продюсера Аллана Маккиоуна, и у них родилось двое детей: Мейбл (1986) и Джонни (1991). Ульман прожила с Маккиоуном вплоть до его смерти, наступившей 24 декабря 2013 года.